# Kavi
Kavi é um curta-metragem de 2010 dirigido por Gregg Helvey. Como reconhecimento, foi nomeado ao Oscar 2010 na categoria de Melhor Curta-metragem.